# الجبور (قبيلة)
الجبور قبيلة عربية تنتشر في المشرق العربي وشبه الجزيرة العربية. يعود نسبها إلى السلطان جبر بن مكتوم. وشجرة نسب السلطان جبر هو: السلطان جبر (ولقب سلطان أطلق عليه لزعامته عشائر زبيد والكثير من القبائل الأخرى). أما نسبه فهو معتمد من قبل اتحاد المؤرخين العرب – الهيئة العربية للأنساب وهو نسب بقية عشائر زبيد: جبر بن مكتوم بن لهيب محجوب بن بهيج بن ذبيان بن محمد بن عامر بن صهيب بن عمران بن حسين بن عبد الله بن جاحش بن حزوم بن عيادة بن غالب بن فارس بن كرم بن عكرمة بن ثور بن عمرو بن معديكرب الزبيدي.
وينتمي جبر إلى قبيلة زبيد والتي كان لها شرف المشاركة في معركة القادسية. ومن ذريته تفرعت عشائر الجبور واللهيب والجغايفة والخوالد والعبيد وجبور الأكراد. ومن أولاد عمومته الأقربون: عشيرة الدليم وعشيرة بني سعيد وعشيرة آل محمد أولاد حسن المكتوم في الكوت – ناحية شيخ بني سعد وعشيرة الفتلة ومن عمومته الآخرين في الدرجة التالية العشائر التالية: العزة، البو محمد، العكيدات وغيرها. ومن العشائر الأخرى التي تليها في القرابة: الجحيش، البو متيوت، البو سلطان، السواعد وغيرها.

## التقسيم
من نظرة فاحصة إلى الجبور يتضح أنهم يتجاوزون مفهوم القبيلة بمرات ومرات بل مجموعة قبائل، فمثلاً البو نجاد قبيلة ومثلها الهياجل والكضاة والبو طعمة والبو خطاب والدهامش والبو سالم. والبو نجاد مثلاً تتكون من العشائر التالية:
- البو جبر
- البو جحش (يمكن اعتبارهم من البو جبر)
- الحجاج
- الرملي
- العكلي
- البو غزات
- الدناديش (يمكن أيضاً اعتبارهم من البو جبر)
- الصكر
- الكريعات

والبو جبر تتكون من البطون التالية:
- الحبيب
- الجاسم الداب

الحسين الداب والجاسم الداب (بطن) يتكون من الأفخاذ التالية:
- العمران
- الحسن
- العبد الله
- البشر

والعبد الله الجاسم الداب (فخذ) يتكون من الفند التالية:
- المحمد
- الحمد
- الظاهر

والهياجل وهم أبناء هيجل بن عامر بن بشر بن جبارة بن السلطان جبر وله من الأبناء:
- جاموس + جوذر (ال جوذر فی الفرات الأوسط)

أبناء جاموس بن هيكل:
- عجل(الواوي)
- محمد (الرحیمات)
- حسوني
- شويخ بن جاموس بن هيكل

وله من الأبناء:
1. حسون (الحسون)
2. حمد (الداغر الحمد)
3. فارس (الفارس الكبيبة)
4. جاموس (وله شويخ عشائر الشويخ)
5. إسماعيل البوجابر (السواكن) لقبهم  مثلاً عشائر قبيلة الهياجل تتكون من العشائر التالية على سبيل المثال لا الحصر:

- الواوي
- العجل ومنهم:

أ-العميري العجل ومنهم الشيخ مجبل الوكاع
ب-العميرة
ج-السالم
د-الواوي العجل
هـ-السعد العجل.
- الناصر
- الفريجات
- الملحم ومنهم شيوخ الجبور آل المسلط ومنهم الشيخ محمد أحمد المسلط الملحم
- المهنا
- الحسوني
- الصبح
- الهزيم
- الداغر الحمد
- الفارس
- الشويخ
- الرحيمات
- الحسون
- المحمد الحسوني
- المحاسـن
- الجوزر
- البو جمال
- البو جابر لقبهم السواكن
- المجادمة
- البوشيخان
- العجيل
- الفارس
- الشعار
- الدعوم
- العرايا
- حسين الواوي
- البو شريف
- المحينة
- البو مرجان
- ال جبال
- البو صرار
- الرواجح
- المهادي
- البو هويدي
- المحامدة الواوي
- البو سعد الواوي
- البوجبار الواوي
- الصوداج الواو
- الشاووش الواوي
- البو مانع
- البكه
- الزوبع
- المحمد
- الجحيش
- الشمامطة
- العاصي الواوي
- البو شمخي الواوي
- الحسن _ الواو
- البو حسين _الواو
- البو خالد الواو
- المولاني الواو
- الهجول الواو
- البو حداد الواو
- الكريزات الواو
- اللايذ الواو
- البو صليبي الواو
- المشكور الواو
- الوسمي الواو
- الكحيفات الواو
- الفدينات الواو
- البو عبيد
- الجميعات
- عمرلنك
- الرجيبات
- ال مطر
- المراكصيين
- البو غياض
- البو هزام
- آل مغيطي
- العلي الشويخ
- داغر الشويخ
- حسون الشويخ
- حمد الشويخ
- جاموس الشويخ
- عجل الشويخ
- العبد الله الشويخ
- فارس الشويخ
- الدحيدح _ الواوي
- البو شيخ _الواوي
- البو صعب _ الواوي
- البو زنبير _ الواوي
- العفينات _ الواوي
- ال ماجد_ الواوي
- ال خميس_ الواوي
- ال ملا إبراهيم_ الواوي
- ال حولان_ الواوي
- ال براك _ الواوي
- الدغماني_ الواوي
- البو سفان_ الواوي
- المواعزة _ الواوي
- الدنابيس _ الواوي
- ال إبراهيم _ الواوي
- التويمات_ الواوي
- الشلاتين_ الواوي
- البو شلاش _ الواوي
- البو خالج _ الواوي
- السويدان_ الواوي
- الزكيطات الواوي
- ال طبيج الواوي
- ال لاوي الواوي
- الصريوات الواوي
- الزنبور الواوي
- البو فليس الواوي
- ال دحلة الواوي
- البو جالي الواوي

عشيرة العجل تتكون من البطون التالية:
- العميري
- العميرة
- السالم
- الواوي
- السعد

والعميري (بطن) يتكون من الأفخاذ التالية:
- السلطان العميري
- المحمد العميري
- الثعالبة
- الهلال
- الخلف

والسلطان العميري يتكون من الأفخاذ التالية:
- العابد السلطان، نسميه مجازاً (فندة) يتكون من أكثر من عشرة قرى
- العيسى السلطان هم أغلبية سكان ناحية القيارة
- الصالح السلطان

الواوي عشيرة من قبيلة الهياجل تتكون من البطون التالية:
- المحمد العجل
- العاصي
- الخلوي
- الحاتم العجل

والمحمد العجل (بطن) يتكون من الأفخاذ التالية
- العبود
- العلي
- التوايه
- الزابات
- المحمد الحسين
- الخضر العبد الله
- العلي الواوي

والعبود (فخذ) يتكون من الفند التالية:
- المحمد (وعددهم حوالي 1250 نسمة)
- الداوود
- الحمد العبود
- العبد الله

والمحمد العبود تتألف من العوائل التالية:
- الجاسم (أكثر من خمسمائة نسمة). الجاسم قياساً لعشائر عربية أخرى يعتبر بطناً إن لم نقل عشيرة، في حين أنه في الجبور يقاس كعائلة بسبب ضخامة قبيلة الجبور
- الأحميد
- الساير
- السراسحة
- العويشات (علي المحمد)

وإجمالاً للقول فإن الجبور تتألف حقيقة من تسع قبائل عملاقة تضم أكثر من 100 عشيرة وأكثر من مائتي وتسعون بطناً وحوالي 750 فخذاً ما عدا العبيد واللهيب والخوالد والجغايفة وجبور الأكراد، وكلها عشائر استقلت بنفسها منذ وقت بعيد.
أما التفرعات الرئيسية العامة فهي:
قبائل آل بشر (أولاد بشر بن جبارة بن جبر) وهي:
1. البو عميرة (أولاد عميرة بن بشر)
2. الكضاة (أولاد محمد بن بشر)
3. البو خطاب (أولاد عمر بن بشر)
4. الدهامش (أولاد ادهمش بن بشر)
5. البو سالم (سالم بن بشر)
6. آل عامر

(أولاد عامر بن بشر) ويتفرعون إلى:
أ-البو انجاد (أولاد انجاد بن عامر بن بشر) .
ب-الهياجل (أولاد هيجل بن عامر بن بشر)
ج-البو طعمة (أولاد طعمة بن عامر بن بشر)
أما عموم النسب لعشائر الجبور من قحطان وحتى الفروع الرئيسية فهو الآتي:
أولاد قحطان: يعرب.
أولاد يعرب: سبأ.
اولاد سبأ: حمير، كهلان.
أولاد كهلان: يشجب (عريب) أول من تكلم العربية حسب ما يقال.
أولاد يشجب: زيد.
أولاد زيد: أدد، مالك.
أولاد أدد:
طي (جد عشائر طي حالياً).
نبت (أشعريون ومنهم الصحابي أبي موسى الأشعري).
مالك (مذحج) ومنه قبائل زبيد.
أولاد مذحج: قرن (ومنه العشائر الأزدية).
عنس (ومنهم الصحابي عمار بن ياسر).
سعد العشيرة (جد عشائر زبيد عامة).
أولاد سعد العشيرة: جعفي (ومنه الشاعر أبو العلاء المعري والشاعر المتنبي).
صعب.أولاد صعب: منبه الأكبر (الملقب زبيد الأكبر).
أولاد منبه الأكبر: ربيعة.
أولاد ربيعة: مازن.
أولاد مازن: سلمة.
أولاد سلمة: ربيعة.
أولاد ربيعة: منبه الأصغر (زبيد الأصغر).
أولاد منبه: عمرو.
أولاد عمرو: عبد الله.
أولاد عبد الله: معديكرب الزبيدي
أولاد معدي: عمرو
أولاد عمرو: ثور
أولاد ثور: عكرمة
أولاد عكرمة: كرم
أولاد كرم:
فارس
أولاد فارس: غالب
أولاد غالب: عيادة
أولاد عيادة: حزوم
أولاد حزوم: جاحش
أولاد جاحش: عبد الله
أولاد عبد الله: حسين
أولاد حسين: عمران
أولاد عمران: صهيب
أولاد صهيب: عامر
أولاد عامر: محمد
أولاد محمد: ذبيان
أولاد ذبيان: بهيج
أولاد بهيج: محجوب
أولاد محجوب: لهيب
أولاد لهيب: مكتوم،
أولاد مكتوم:
1. جبر (جد الجبور والعبيد ولهيب العطية وجبور الخوالد وجبور الاكراد)
2. حسين (جد الدليم)
3. جبرين
4. حسن

أولاد جبر:
1. جبارة (الجبور)
2. عبيد (العبيد)
3. محمد (اللهيب)
4. خالد (الخوالد في الأردن والبصرة مؤسسي إمارة الجبور)
5. عبد الله (جد جبور الاكراد في إيران والسليمانية وخانقين وعقرة)

أولاد جبارة: بشر
أولاد بشر:
1. سالم (البو سالم)
2. محمد (الكضاة)
3. ادهمش (الدهامش)
4. أعمر (البو خطاب)
5. عميرة (البو عميرة)
6. عامر

أولاد عامر:
1. طعمة (البو طعمة)
2. نجاد (البو انجاد)
3. هيجل (الهياجل)

يعتبر فخذ الهياجل أكبر أفخاذهم ويكوّن 38% من الجبور.